# Tändämne
Tändämne eller tändsats, tidigare även initialsprängämne eller primärsprängämne, är explosivämnet till tändmedel i sprängkapslar.

## Allmänt
Ett tändämne är ett lättantändligt sprängämne med hög detonationshastighet som används för att bringa annat sprängämne till detonation.
Ett tändämne kan bestå av organiska föreningar (till exempel tetrazen och diazodinitrofenol) eller av tungmetallsalter av vätefulminat, väteazid eller nitroresorcinoler. Initiering till detonation sker lätt medelst stöt, friktion, låga eller gnista. Tändämnen kan nästan alltid bringas att detonera i små volymer och är därför vid transport fuktade med minst 20–40 % vatten eller alkohol och vatten.
Tändämnen används främst för att starta en tändkedja och finns i bland annat tändhattar (tetrazen och blyazid), tändrör, sprängkapslar (tricinat och blyazid) och tillsammans med pyrotekniska föreningar i tändare till krockkuddar (till exempel dicinat och tricinat). I ett av Alfred Nobels ursprungliga patent på sprängkapslar (1865) ingick tändämnet kvicksilverfulminat.

### Tändämnesfria sprängkapslar
Tändämnen är per definition lättantändliga och kan utlösas oavsiktligt på grund av slag eller stötar. Det har därför med tiden utvecklats helt tändämnesfria sprängkapslar eller NPED - Non Primary Explosives Detonator. Dessa kan vara av typen elektrisk sprängkapsel eller stötvågsledare (NONEL-slang).